# 孟加拉豆娘魚
孟加拉豆娘魚，又稱孟加拉雀鯛，俗名乌鳞篷、孟加拉雀鲷、石剎婆，為輻鰭魚綱鱸形目隆頭魚亞目雀鯛科的其中一種。该物种的模式产地在孟加拉。

## 分布
本魚分布於印度西太平洋區，包括中国大陆广东沿海, 台湾以及東印度洋、日本、澳洲、菲律賓、印尼、越南、泰國、馬來西亞等海域。

## 深度
水深0至5公尺。

## 特徵
本魚體呈灰色或褐色，體呈卵圓形而側扁。吻短而略尖。眼中大，上側位。口小，上頜骨末端不及眼前緣。齒單列，齒端具缺刻。體側有6至7條黑色橫帶，其中第一條位於鰓蓋後緣上方，較不明顯，第二條起於背鰭起點，第六條在背鰭末端，第七條在尾柄上，有時較不明顯。眼下骨上方無鱗，胸鰭基底上方有一小黑斑。體被大櫛鱗；側線之有孔鱗片20至21個背鰭硬棘8枚；軟條13至15枚；臀鰭硬棘2枚；軟條13至14枚。體長可達15公分。

## 生態
本魚棲息於沿岸較淺的岩礁區，屬雜食性，通常單獨或成小群出現，以動物性浮游生物和藻類為食，具有領域性。

## 經濟利用
為食用性魚類，亦可飼養於水族箱中。